# Joan Pastor
Joan Baptista Pastor Marco (Orba, 24 de noviembre de 1951-11 de agosto de 2020) fue un político socialista español. 
Fue elegido el primer secretario general del PSPV-PSOE en el I Congreso de dicho partido celebrado en Alicante en febrero de 1978 con el 90,40 % de los votos, contando con el apoyo de Joaquín Ruiz Mendoza y de Agustín Soriano entre otros. 
Pastor y su Comisión Ejecutiva dimitieron en junio de 1979 a causa de su enfrentamiento con la línea moderada del partido que representaba Josep Lluís Albiñana, lo que provocó la convocatoria de un Congreso Extraordinario, celebrado en  Valencia en julio de 1979, en el que fue derrotado por Joan Lerma.

## Inicios
Licenciado en Ciencias Económicas, trabajó como administrativo e ingresó en el PSOE en 1974, partido por el que fue elegido diputado por la provincia de Valencia en las elecciones generales de 1977 y 1979.